# Stéphane Lambese
Stéphane Lambese, né le 10 novembre 1995 à Nogent-sur-Marne, est un footballeur international haïtien évoluant au poste de défenseur latéral. Il est actuellement libre de tout contrat.

## Biographie

### Formation et débuts
Né d'un père guadeloupéen ancien joueur de la VGA Saint Maur de 1975 à 1993 et d'une mère haïtienne, Stéphane Lambese commence à jouer au football en 2004 avec l'Olympique de Sevran, avant d'intégrer le centre de formation du Paris Saint-Germain Football Club en 2009. En juillet 2010, aux côtés de Mike Maignan, il remporte la Coupe nationale des Ligues U15 avec la Ligue de Paris-Île-de-France. Avec l'équipe des moins de 17 ans du club, il est titré champion de France des moins de 17 ans en 2011, aux côtés d'Adrien Rabiot, Mike Maignan ou Hervin Ongenda. Initialement attaquant, il est repositionné comme latéral droit.
En 2013, Lambese joue son premier match avec l'équipe réserve du Paris Saint-Germain.

### Carrière en club
À l'été 2015, il signe son premier contrat professionnel avec son club formateur,.
Non prolongé en 2016, il rebondit en CFA à Blois, puis avec l'équipe réserve du FC Lorient, club avec lequel il signe un contrat professionnel en mai 2018.
Le 31 juillet 2018, il est prêté pour une saison au Stade lavallois après un essai concluant. Il réalise une saison pleine en National mais termine au pied du podium après une fin de saison à suspense
En mai 2019, il signe un contrat de trois ans avec l'Union sportive Orléans, club de Ligue 2. L'US Orléans termine dernier de Ligue 2 et ne parvient pas à remonter la saison suivante.
En juillet 2021, alors qu'il lui reste un an de contrat, il est vendu au club de Quevilly Rouen Métropole, promu en Ligue 2. Le maintien est acquis aux barrages. Stéphane Lambese quitte Quevilly en 2022, libre.

### Parcours en sélection
Lors de la saison 2010-2011, Lambese est sélectionné à quatre reprises avec l'équipe de France des moins de 16 ans, où il côtoie notamment Anthony Martial. Il est alors utilisé comme attaquant. Pour son premier match international, il marque de la tête trois minutes après son entrée en jeu.
En 2014, il est finaliste de la Coupe caribéenne U-20 avec la sélection haïtienne.
Lambese devient international haïtien le 8 septembre 2015, en rentrant en jeu face à l'équipe de Grenade puis participe à la Copa America 2016,.

## Statistiques
| Saison    | Club                | Championnat | Championnat | Championnat | Coupe nationale | Coupe nationale | Coupe de la Ligue | Coupe de la Ligue | Haïti | Haïti | Total | Total |
| Saison    | Club                | Division    | M.          | B.          | M.              | B.              | M.                | B.                | M.    | B.    | M.    | B.    |
| 2015-2016 | Paris Saint-Germain | Ligue 1     | 0           | 0           | 0               | 0               | 0                 | 0                 | 4     | 0     | 4     | 0     |